# Valtatie 11
Pour les articles homonymes, voir Route nationale 11.
La Route nationale 11 (en finnois : Valtatie 11, en suédois : Riksväg 11) est une route nationale de Finlande menant de Nokia à Pori.
Elle mesure 97 kilomètres de long.

## Trajet
La route nationale 11 traverse les municipalités suivantes :
Nokia – Tampere – Nokia (bis) – Sastamala – Kiikoinen – Kokemäki – Ulvila – Pori.